# 고리치아 백국
고리치아 백국(이탈리아어: Contea di Gorizia, 독일어: Grafschaft Görz, 슬로베니아어: Goriška grofija, 프리울리어: Contee di Gurize)은 신성 로마 제국의 제국 영방 국가 중 하나이며, 1365년부터는 대공국으로 승격했다. 본래는 아퀼레이아 총대주교국의 중재 폭트였던 고리치아 백작들(마인하르트 가문)은 리엔츠 지방과 고리치아(괴르츠)를 근거지로 한 이탈리아 북동부의 프리울리 지방의 일부 영지들을 다스렸다.
1253년 고리치아 백작들이 티롤 백국을 승계받으면서, 1271년부터 1335년에 남성 후계자가 단절될 때까지 고리치아티롤 가문이 지배했다. 보다 신생 방계 가문이 1500년에 단절될 때까지 고리치아와 리엔츠의 백작령을 다스렸다가, 이후 합스부르크 가문이 계승하게 된다.

## 역사
바이에른 공국의 리엔츠 일대의 소유권을 지녔던 마인하르트 귀족 가문의 후손인 마인하르트 1세가 1107년 초기에 처음으로 등장한다. 아퀼레이아 총대주교국의 관리 폭트였던 그는 고리치아가 포함된 옛 프리울리 변경백국의 넓은 영지를 받게 되었으며, 1127년부터 스스로를 그라프 폰 괴르츠(Graf von Görz, 괴르츠 백작)이라고 칭하였다.
백국의 국경은 아퀼레이아와 다른 나라들과의 잦은 전쟁으로 지난 4 세기간 자주 변동되었고, 또한 두 주요 중심지를 축으로 영토가 구분되었는데, 하나는 바이에른 선조들의 지역인 리엔츠가 있는 상 드라바강 위쪽에서 푸스터 계곡의 이니헨까지 이르는 곳이고, 나머지는 프리울리가 있는 고리치아 지역을 중심으로 한 곳이다.

### 고리치아티롤 가문
호엔슈타우펜가의 프리드리히 2세 황제의 신하 중 하나였던 마인하르트의 후손인 마인하르트 3세는 바벤부르크 가문이 단절되자, 1248년에 슈타이어마르크의 관리자로 임명된다. 그는 인정한 케른텐 공국에 전쟁을 벌였으나, 1252년 그라이펜부르크에서 베른하르트 폰 슈판하임 공작과 그의 아들 잘츠부르크 대주교 필리프가 이끄는 군대에 패해하고 만다. 그럼에도 마인하르트 3세의 장인인 알베르트 4세가 전투가 벌어진지 1년만에 사망하면서, 그가 티롤 백국을 계승하면서 나라의 힘은 정점에 다다른다.

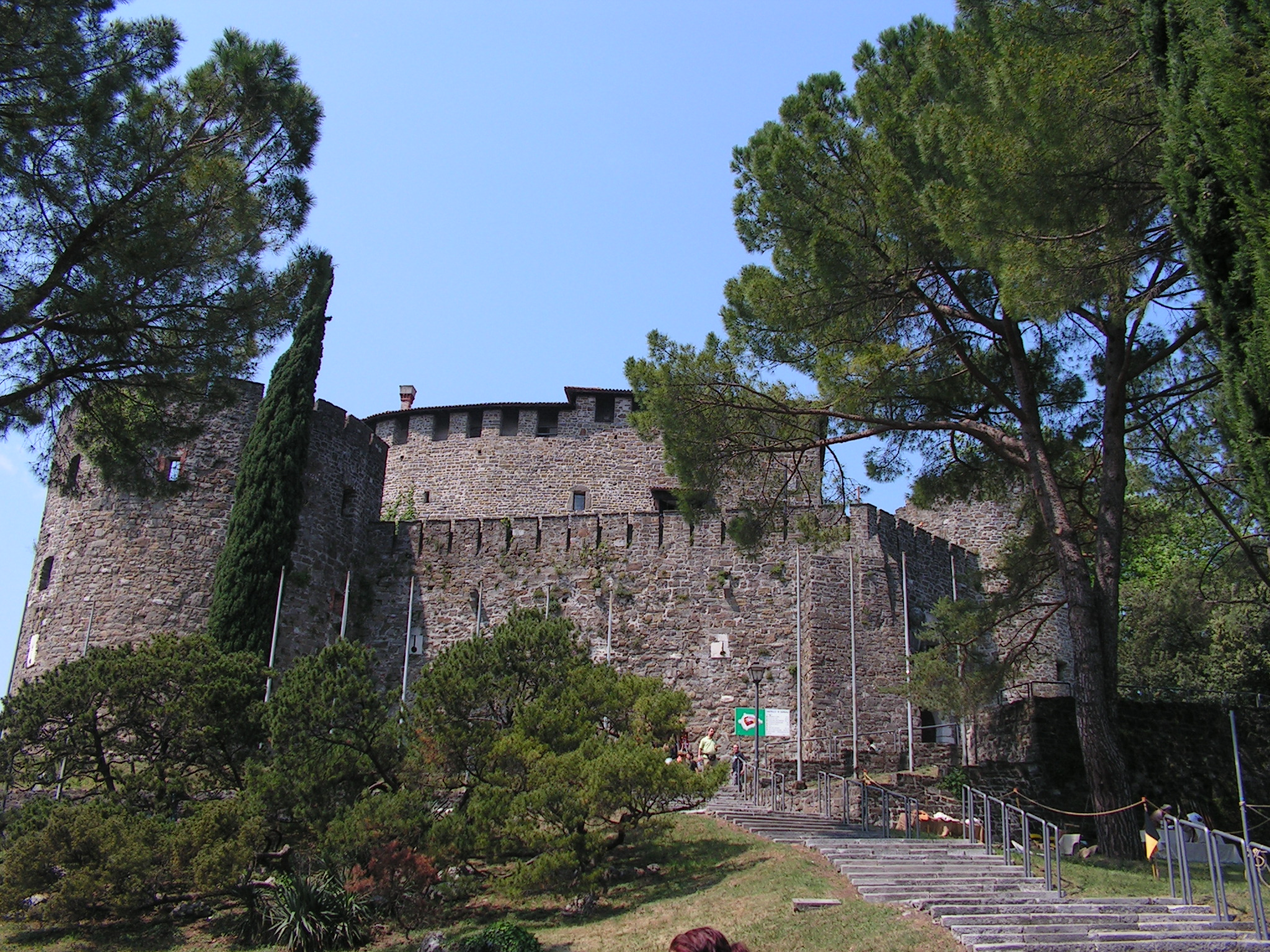
고리치아 성

1258년에 마인하르트 3세가 사망한 후, 그의 아들들은 물려받은 나라를 1271년까지 처음으로 공동 통치를 하였다. 장남인 마인하르트 4세는 푸스터 계곡의 서쪽 티롤 영지를 가져갔고, 그의 동생인 알베르트 1세는 리엔츠와 고리치아 주변의 마인하르트 선조들의 영지를 차지했다. 고리치아 백작인 알베르트 1세가 사망한 후, 고리치아 백국은 아들들에 의해 다시 분할되어 고리치아 중심지인 "인너 지역" 하인리히 3세가, 리엔츠를 중심으로 "아우터 지역" 알베르트 2세가 가져갔다. 1323년에 하인리히 3세 백작이 암살당하자, 고리치아 영지는 4개의 국가에 분할되었다. 고리치아 백작은 임시로 트레비소 변경백국의 이탈리아인이 통제했고 파진을 주변으로한 이스트리아 변경백국의 잔류 영지는 알베르트 3세가 1365년에 합스부르크 가문에게 유언을 통해 물려준다.

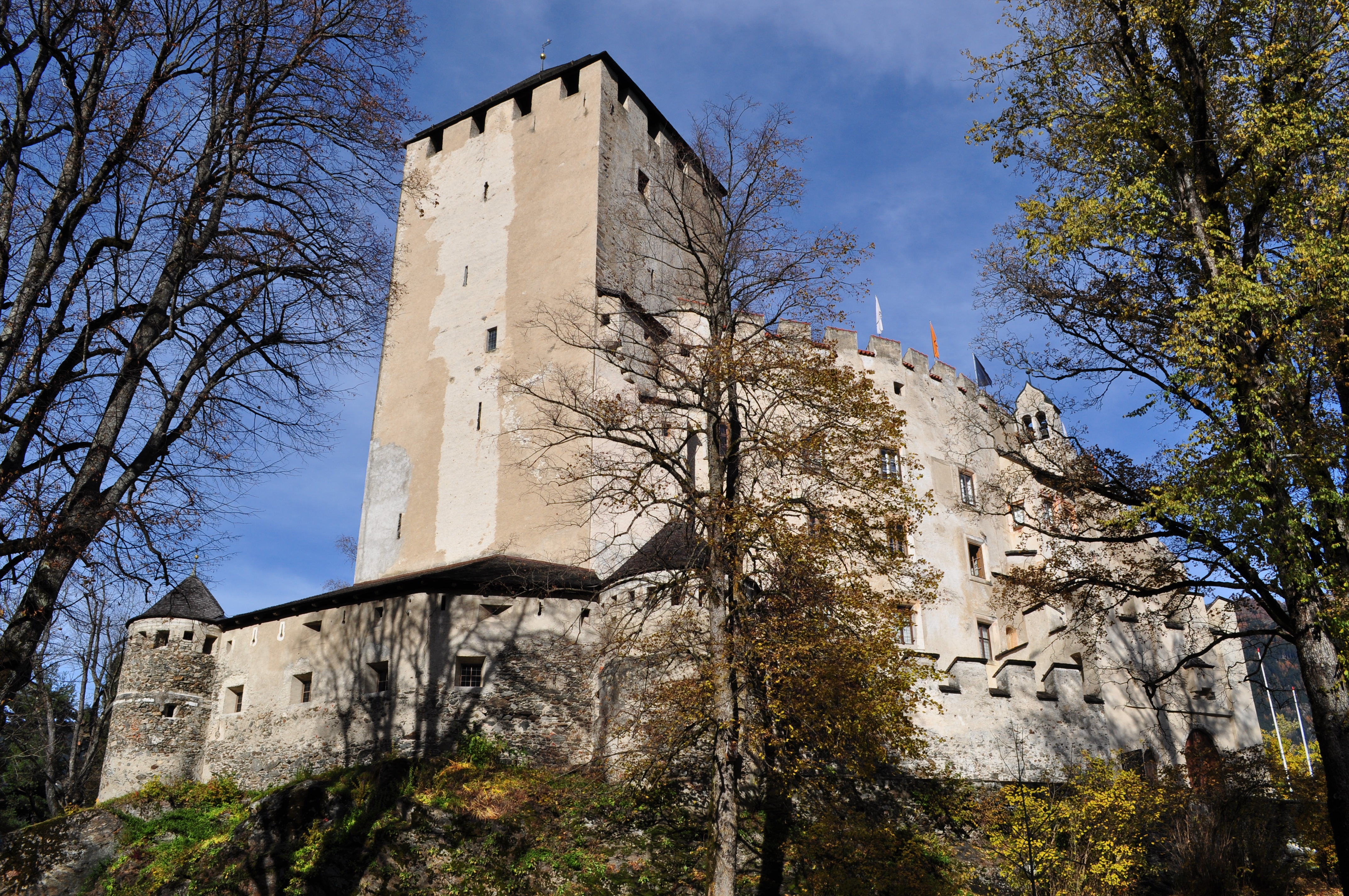
리엔츠의 뷔르크 성

1365년에 마인하르트 6세 폰 괴르츠가 룩셈부르크 가문의 카를 4세에게 대공 작위를 약속받았으며, 그때부터 고리치아 대공국으로 불렸다. 마인하르트 가문은 그럼에도 오스트리아 영지의 합스부르크와 베네치아 공화국 같은 강력한 이웃 국가들로 인해 하향세를 띄고 있었다. 합스부르크 가문이 1335년에 케른텐 공국과 크라인 변경백국을, 그리고 1363년에 티롤 백국을 차지하였으며, 리엔츠의 고리치아 잔여 영지도 합스부르크의 "세습 영토"로 분리되었다. 베네치아는 프리울리에 있는 옛 총대주교국의 영토를 정복하여 1434년에 도미니 디 테라페르마에 합병시켰다. 베네치아의 10인 위원회는 인접했던 고리치아를 중심으로 한 "인너 지역"을 이스트리아에 있는 베네치아의 스타토 다 마르에 편입시키기 위해 노력했다. 이러한 압박으로 인하여, 고리치아 백작은 리엔츠에 있는 뷔르크 성에 그들의 거점으로 삼았다.

### 합스부르크 가문
1429년에 백국은 하인리히 6세 폰 괴르츠의 아래 하나로 재통합되었다. 그의 아들이자 최후의 백작인 레온하르트 폰 괴르츠가 1500년에 사망하였고 베네치아의 권리 주장이 일어났지만, 상속 계약에 따라 백국은 합스부르크 황제 막시밀리안 1세에게 떨어진다.
리엔츠 지역이 티롤의 왕실 소유지와 같이 관리되는 반면에, 고리치아의 "인너 지역"은 오스트리아 관구의 일부분으로 인너오스트리아 대공이 다스리는 신성 로마 제국의 제국 영방 국가로 남았다. 오스트리아 관구는 소차강 남쪽으로의 아퀼레이아, 코르몬스, 두이노와 1511년 제국군에 의해 정복된 베네치아의 옛 요새인 그라디스카디손초가 포함되어 있다. 몬팔코네는 1420년에서 1797년까지 베네치아의 고립 영토가 되었다. 1647년에 황제 페르디난트 3세가 고리치아에서 "그라디스카 백국"을 그의 조신인 요한 안톤 폰 에겐베르크를 위해 분리시켜냈다가 1747년에 합스부르크 군주국의 왕실 소유지 중 하나인 고리치아 그라디스카 후백국으로 재통합된다.

## 백작 목록

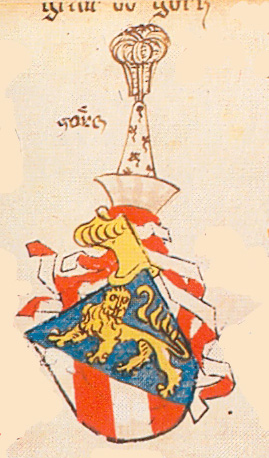
1459년 잉게람 필사본에 있는 고리치아 가문의 문장

- 푸스터 계곡 백작 마인하르트(Meginhard, 1090년경 사망)
- 엥겔베르트 1세(1090년–1122년)
- 마인하르트 1세(1122년–1142년)
- 하인리히 2세(1142년–1150년)
- 엥겔베르트 2세(1150년–1191년) : 1188년부터 이스트리아 후작 견임
- 엥겔베르트 3세(1191년–1220년)
- 마인하르트 2세(1220년–1231년)
- 마인하르트 3세(1231년–1258년) : 1253년부터 티롤 백작 견임
- 마인하르트 4세(1258년–1271년) : 1286년부 키린티아 공작 견임
  - 알베르트 1세(1258년–1304년)
- 하인리히 3세(1304년–1323년)
- 요한 하인리히 4세(1323년–1338년) : 1325년까지 친척인 알베르트 2세의 섭정을 받음
- 알베르트 3세(1338년–1374년)
  - 마인하르트 6세(1338년–1385년)
  - 하인리히 5세(1338년–1362년)
- 하인리히 6세(1385년–1454년)
- 요한 2세(1454년–1462년)
  - 레온하르트(1454년–1500년)

가문이 단절되고, 백국은 오스트리아 대공작이지 신성 로마 제국 황제인 합스부르크 가문의 막시밀리안 1세에게 계승됨.

## 같이 보기
- 고리치아가
- 고리치아
- 오스트리아 제국
- 슬로베니아의 역사